# إريثروبويتين
الإريثروبويتين  أو مكون الكريات الحمر (بالإنجليزية: Erythropoietin)‏، هو هرمون بروتيني سكري ( 46 كدٍا). تنتجه الكلية بنسبة 85% والكبد بنسبة 15% في حالات نقص التأكسج وفي غيرها من الحالات، يتحكّم في عملية تكوين كريات الدم الحمراء التي تدعى المـَدْمـِيـَة (بالإنج.Erythropoiesis)، إنه السيتوكين الذي يعمل على نمو بوادر الخلايا الحمراء في نقي العظم.

## استعمالات الإريثروبويتين
باستخدام تقنية التنسيل الجزيئي أمكن الحصول على أشكال متعددة من هرمون الإريثروبويتين والتي تستخدم لعلاج فقر الدم الناجم عن أمراض الكلى المزمنة.
يـُستعمل الإريثروبويتين طبيّاً كمخدر، وتحت اسم عامل المدمية المحفـِّز 
(بالإنج.Erythropoiesis Stimulating Agent)، وأمراض الدم، الأورام اللمفية والنقوية وفي الجراحة كمساعد لعلاج فقر الدم.

## تاريخ
في عام 1905، اقترح بول كارنو، بروفيسور بالطب في باريس، ومساعده، كلوتيلد دفلاندر، الفكرة أن إنتاج خلايا الدم الحمراء منظّم على يد هرمونات. بعد إجراء تجارب على أرانب تخضع للفصد (إراقة الدماء)، نسب كارنو ودفلاندر زيادة في خلايا الدم الحمراء في الأرانب إلى عامل موجه للكريات الحمراء يسمى هيموبويتين. واصلت إيفا بونسدورف وإيفا جالافستو دراسة إنتاج خلايا الدم الحمراء، ولقبتا في وقت لاحق المادة مكونة للدم بالإسم 'إريثروبويتين'. المزيد من الدراسات، بقيادة ك.ر.ريسمان (مكان غير معلوم) وألان إرسليف (كلية الطب على اسم ثوماس جفرسون)، والتي هدفت للتحقق من وجود الإريثروبويتين أظهرت أن مادة معينة في الدم، قادرة على تحفيز إنتاج خلايا الدم الحمراء وزيادة الهيماتوكريت (مكداس الدم). وأخيرًا قد تم تنقية هذه المادة وتم التأكد أنها هي الإريثروبويتين، مما فتح الأبواب للاستخدامات العلاجية للإرثروبويتين في أمراض مثل فقر الدم.